# Wim Kooiman
Pour les articles homonymes, voir Kooiman.
Wim Kooiman, né le 9 septembre 1960 à Oud-Beijerland, est un joueur de football néerlandais, qui évoluait comme défenseur central. Il a effectué toute sa carrière dans deux clubs belges, le Cercle de Bruges et Anderlecht. Il a mis un terme à sa carrière professionnelle en 1999, à la suite d'une grave blessure au genou encourue lors de son 300e match pour le Cercle.

## Carrière
Wim Kooiman débute au club de SHO, un club de sa ville natale, Oud-Beijerland. En 1980, il devient professionnel en Belgique, au Cercle de Bruges. Il joue huit ans au Club, remportant la Coupe de Belgique en 1985. L'année suivante, le Cercle atteint de nouveau la finale, mais doit s'incliner face à son voisin du Club de Bruges. En 1988, il est transféré par Anderlecht, un des trois grands clubs du pays. Il y remporte une deuxième Coupe de Belgique en 1989, et participe à l'aventure européenne en Coupe des Coupes l'année suivante, où  le Sporting s'incline en finale face à la Sampdoria après prolongations. Il remporte également trois fois le titre de champion de Belgique en 1991, 1993 et 1994. Après ce troisième titre, il retourne au Cercle de Bruges. Il joue une quatrième finale de Coupe de Belgique en 1996, à nouveau contre le FC Bruges, mais il s'incline également. En 1999, lors de son 300e match sous les couleurs du Cercle, il se blesse grièvement au genou, ce qui le force à arrêter sa carrière quelques mois plus tôt que prévu.

## Palmarès
- 3 fois champion de Belgique en 1991, 1993 et 1994 avec Anderlecht.
- 2 fois vainqueur de la Coupe de Belgique en 1985 avec le Cercle de Bruges et en 1989 avec Anderlecht.
- Finaliste de la Coupe des Coupes en 1990 avec Anderlecht.